# Джойстики
«Джойстики» (англ.: Joysticks, также известен как «Игрушки») — фильм 1983 года производства США режиссёра Грейдона Кларка.

## Сюжет
Джефферсон Бейли открывает в городке зал игровых автоматов, быстро становщийся популярным у местных подростков, что раздражает местного бизнесмена Джозефа Раттера (Джо Дон Бейкер). Со своими двумя неуклюжими племянниками Раттер стремится подставить Бейли и закрыть его бизнес. Для этого он приглашает в город «Короля видеоигр», чтобы тот устроил в зале обыгрывание всех посетителей. Бейли, однако, раскусив план Раттера, с завсегдатаями зала ботаником Юджином и игроманом Макдорфусом, не собирается сдаваться, и устраивают чемпионат по игре. Но планы обоих бизнесменов и их сподвижников летят к чёрту из-за красавицы Пэтси Раттер, дочки Раттера, в которую влюбляются все игроки.

## В ролях
- Джо Дон Бейкер — Джозеф Раттер
- Лейф Грин — Юджин Груб
- Джим Гринлиф — Джонатан Эндрю Макдорфус
- Скотт Макгиннис — Джефферсон Бейли
- Джон Гриз — «Король видеоигр»
- Коринн Борер — Пэтси Раттер
- Джон Дил — Арни
- Джон Волдстад — Макс
- Рид Крукшенкс — тренер Стрейт
- Морган Лофтинг — миссис Раттер
- Ким Малин — Лола
- Ким Майкл — Алва
- Жаклин Коул — Алексис Уилер
- Логан Рэмси — мэр Невилл
- Джастин Ленор — медсестра Кьюбитт
- Кэнди Кастилло — Джордж
- Бекки ЛеБо — Лиза
- Линда Вайсмейер — Кэнди

## Прокат
Снятый всего за 13 дней при бюджете около 300 000 долларов, фильм окупил себя более чем в 50 раз собрав в кинопрокате США 3 952 448 долларов и ещё 1 256 315 долларов на внешних кинорынках.

## Игра в фильме
Компания видеоигр Midway Games разрешила использовать в фильме свои игры, в том числе Super Pac-Man, в который герои играют во время кульминационного эпизода.

## Критика
Будучи подростковой секс-комедией 80-х, «Джойстики» действительно доставляют удовольствие, включая тонны ненужных снимков обнаженных девушек и крупных планов девичьих задниц и мудро опуская все признаки сюжета. Хотя «Джойстики» ни по каким стандартам не являются хорошо снятым фильмом, это такая реликвия (и такая заведомо глупая), что смотреть её на самом деле одно удовольствие.
Оригинальный текст (англ.)As far as being an '80s teen sex comedy goes, Joysticks really delivers by including tons of needless shots of naked girls and close-ups of girls' behinds and wisely leaving out all signs of a plot. Though Joysticks is not a well-made film by any standard, it is such a relic (and so self-knowingly stupid) that it is actually a delight to watch. 
— TV Guide